# Aeroporto di Tamanrasset-Aguenar - Hadj Bey Akhamok
L'aeroporto di Tamanrasset- Aguenar - Hadj Bey Akhamok (in francese Aéroport de Tamanrasset - Aguenar - Hadj Bey Akhamok) è un aeroporto algerino che serve la città di Tamanrasset, capoluogo della provincia omonima.

## Storia

### Incidenti
- L'8 febbraio 1978, il Douglas C-49J N189UM della Aero Service Corporation è stato danneggiato in modo irreparabile in un incidente di atterraggio a Tamanrasset.
- Il 18 settembre 1994, un aereo charter della Oriental Airlines che riportava a casa la squadra di calcio nigeriana Iwuanyanwu Nationale dalla partita dei quarti di finale della Coppa CAF contro l'Espérance di Tunisi si è schiantato durante l'atterraggio all'aeroporto, uccidendo tre membri dell'equipaggio e due passeggeri, il difensore Aimola Omale e il portiere Uche Ikeogu[1].
- Il 6 marzo 2003, il volo Air Algérie 6289 si è schiantato alle 15:45 ora locale. Il volo stava lasciando Tamanrasset diretto ad Algeri con il copilota che fungeva da pilota in comando. A un'altezza di 78 piedi e a una velocità di 158 nodi, il motore numero 1 ha subito un'avaria alla turbina. Il capitano ha preso allora il controllo. Il copilota chiese se doveva alzare il carrello, ma il capitano non rispose. Il Boeing 737-200 ha perso velocità, è entrato in stallo e si è schiantato su un terreno roccioso a circa 1600 metri dalla pista. L'incidente è stato causato dalla perdita di un motore durante una fase critica del volo, dal mancato ritiro del carrello d'atterraggio dopo l'avaria del motore e dall'assunzione del controllo dell'aereo da parte del capitano prima di aver chiaramente identificato il problema. Si contarono 102 vittime e un sopravvissuto[2].